# Duiveland (voormalig eiland)

Wapen van heerlijkheid Duiveland

Duiveland is een voormalig eiland in de Nederlandse provincie Zeeland dat in de loop van de 12e eeuw werd bedijkt. De naam Duvelant komt in 1206 voor het eerst voor en heeft betrekking op de persoonsnaam Duve of Duive.
Duiveland was ingedeeld in vier rechtsgebieden, of bannen, te weten Ouwerkerk, Nieuwerkerk, Botland en Capelle. In 1305 werd ten noordoosten van het eiland een gedeelte van het eiland Dreischor herdijkt. Dit stuk werd aanvankelijk Nieuw- of Klein-Dreischor genoemd maar is tegenwoordig bekend onder de naam Sirjansland.
In 1353/1354 werden enkele schorren aan de oostzijde van Duiveland bedijkt, het "Oosterland van Duvelant". In 1468 vond een laatste uitbreiding van het eiland plaats toen Bruinisse werd bedijkt.
In 1610 werd er een dam aangelegd tussen Schouwen en Duiveland en ontstond het eiland Schouwen-Duiveland. De Rijksweg 59 loopt over deze dam.

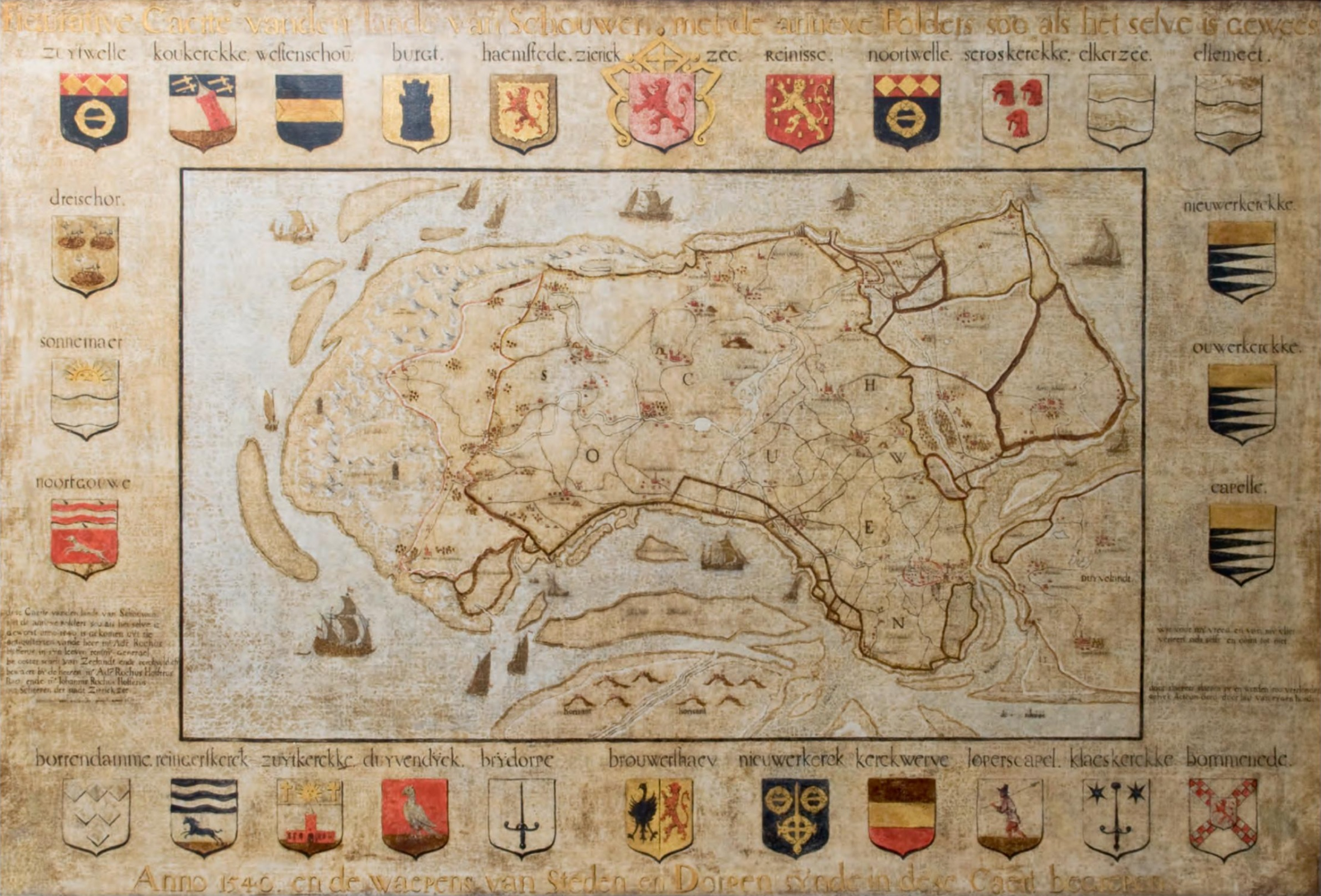
De 'Caerte van den lande van Schouwen met de annexe Polders, soo als hetselve is geweest anno 1540'  toont rechts een stukje van Duiveland als eiland. Kopie uit 1690 van Arnoldus van Anthonissen. Het origineel is verloren gegaan.
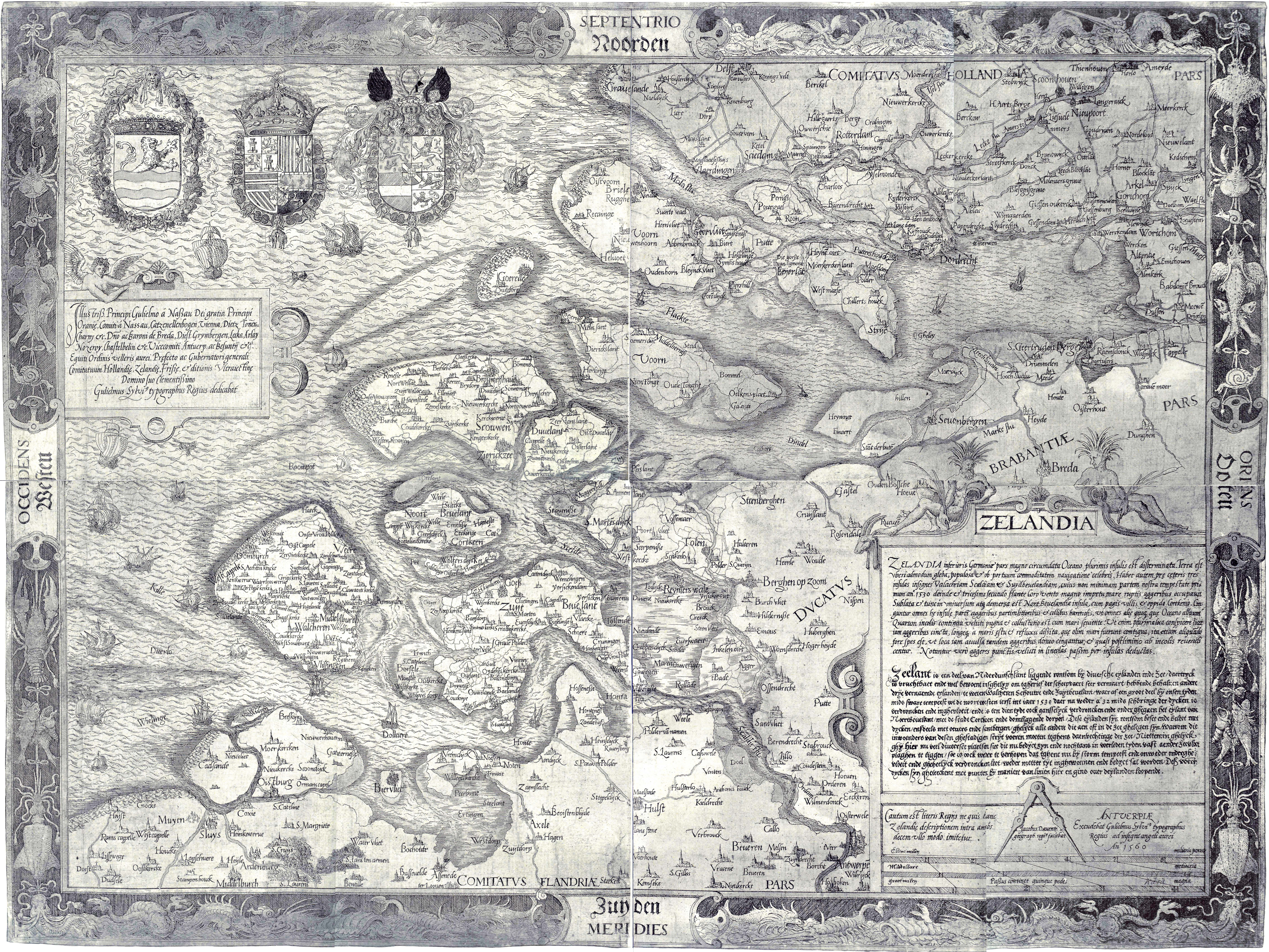
De gewestkaart van Zeeland van Jacob van Deventer uit ca. 1545 (hier in een uitgave van 1560) toont Duiveland als een apart eiland.
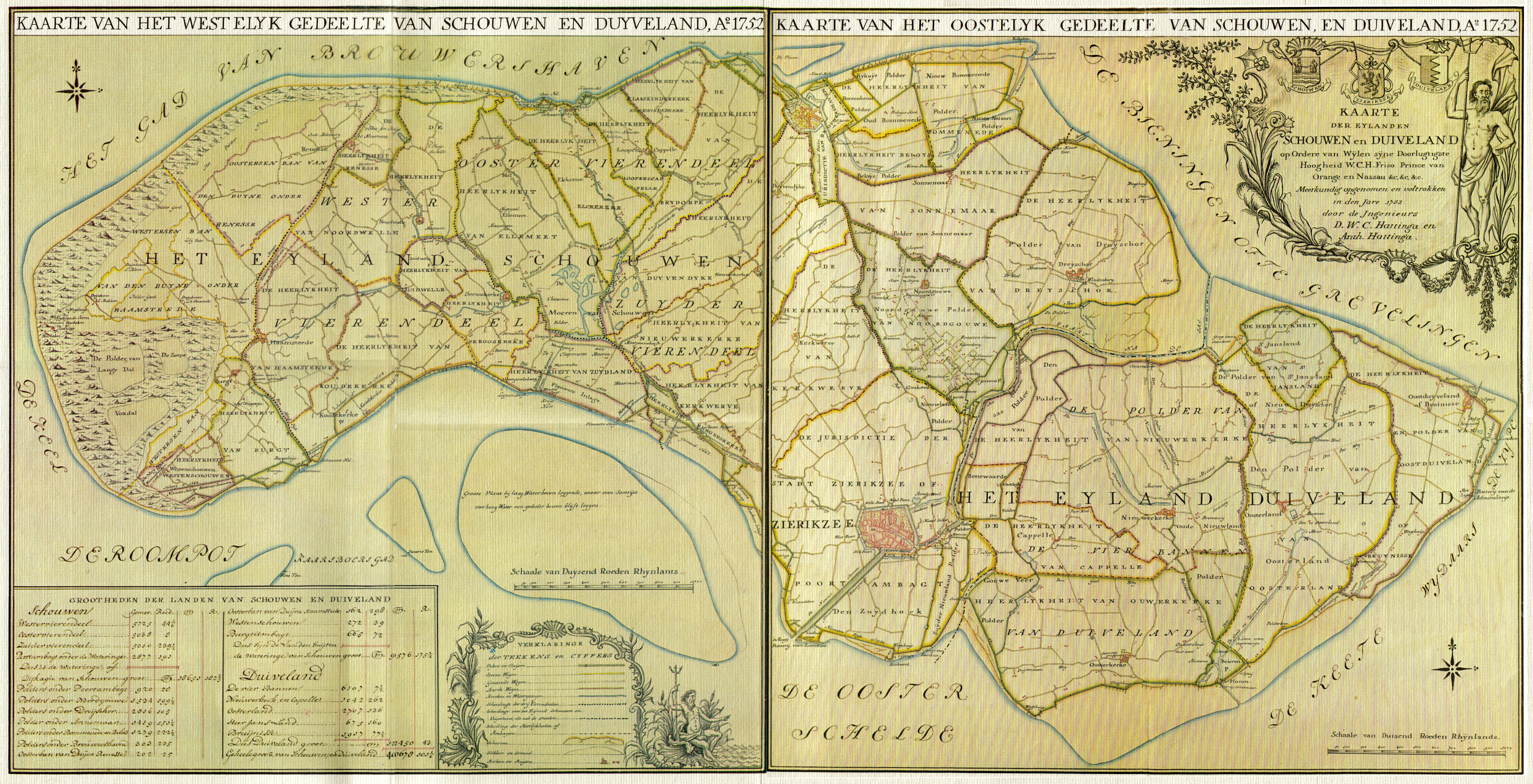
Kaart van Schouwen en Duiveland uit 1752 (Hattinga)